# Miss Congeniality 2: Armed & Fabulous
Miss Congeniality 2: Armed & Fabulous is een Amerikaanse komische film uit 2005 geregisseerd door John Pasquin en is het vervolg op Miss Congeniality uit 2000.

## Verhaal
Miss Usa Cheryl en Stan Fields worden ontvoerd. Ondertussen is de FBI agent Gracie Hart tijdens een tour de FBI aan het promoten. De brutale agent Sam Fuller is haar lijfwacht. Gracie besluit de kidnapping alleen te onderzoeken ondanks de bevelen van haar chef Collins.

## Rolverdeling
- Sandra Bullock - Gracie Hart
- Regina King - Sam Fuller
- Enrique Murciano - Jeff Foreman
- William Shatner - Stan Fields
- Ernie Hudson - FBI-onderdirecteur Harry McDonald
- Heather Burns - Cheryl
- Diedrich Bader - Joel
- Treat Williams - FBI-onderdirecteur Walter Collins
- Abraham Benrubi - Lou Steele
- Nick Offerman - Karl Steele
- Elizabeth Röhm - Agent Janet McKaren
- Eileen Brennan - Carol Fields

## Prijzen en nominaties
- 2005 - BET Comedy Award
  - Genomineerd: Beste vrouwelijke bijrol (Regina King)
- 2005 - Teen Choice Award
  - Gewonnen: Beste actrice in een komedie (Sandra Bullock)
  - Genomineerd: Beste dansscène (Sandra Bullock en Regina King)

## Trivia
- De man van Sandra Bullock, Jesse G. James, verschijnt kort in de film.
- De zangeres Dolly Parton verschijnt ook in de film.